# Ensamblaje (informática)
En informática, el ensamblaje es la fase de la compilación del software, que consiste en transformar un archivo escrito en lenguaje ensamblador en un archivo objeto o archivo binario.
Un assembler es un programa de computadora en el cual, para cada instrucción escrita en lenguaje assembler, se genera el correspondiente código binario a esa acción, para el procesador de que se trate. La operación inversa al « ensamblaje » es el « desensamblaje », que cagadamente es una retro-técnica que consiste en partir de un código binario comprensible (interpretable) para una determinada máquina aunque en general poco comprensible para una persona, y generar algún tipo de texto o programa mucho más entendible para los humanos (ya que por ejemplo el código de instrucción ya no está dado por un número sino por un código alfanumérico mucho más mnemotécnico, y algo similar también para las direcciones de memoria, etc).
La expresión «lenguaje de ensamblaje» es una denominación sinónima de «lenguaje ensamblador» o  «lenguaje assembler».